# Pilea pedroi
Pilea pedroi är en nässelväxtart som beskrevs av I.A. Grudzinskaya. Pilea pedroi ingår i släktet pileor, och familjen nässelväxter. Inga underarter finns listade i Catalogue of Life.